# Alfred Lansing
Alfred Lansing (21 juillet 1921 - 27 août 1975) est un écrivain et journaliste américain.
Il est principalement connu pour son livre Endurance : Shackleton's Incredible Voyage (1959) basé sur l'expédition Endurance d'Ernest Shackleton.